# No Jungs
No Jungs! – Zutritt nur für Hexen ist eine Kinderbuchserie von Thomas Brezina, die seit 2001 im Egmont-Schneider-Verlag München erscheint. Diese Bücherserie ist vor allem für Mädchen ab 9 Jahren geschrieben und handelt von zwei Hexen namens Lissi Schnabel-Meierbeer und Tinka Schnabel-Meierbeer.
Bisher sind in dieser Reihe 24 Bände, ein Tagebuch, zwei Doppelbände und drei Sonderbände erschienen. Bis jetzt wurde die Serie in 12 Sprachen übersetzt.
2009/10 erschienen die ersten 5 Bände der Reihe als szenische Lesungen auf CD bei Der Audio Verlag.

## Kurzbeschreibung
Die Geschichten handeln von zwei, auf den ersten Blick gewöhnlichen Mädchen, Lissi und Tinka, die einander nicht ausstehen können. Sie leben aber in einer Stieffamilie und müssen sich als Schwestern aushalten. Ein Geschenk einer alten Dame, Frau Schicketanz, bringt sie doch noch zusammen. Sie schenkt ihnen ein Haus und einen Folfoniaschlüssel. Die zwei Mädchen bekommen durch ihn Zauberkräfte und können nun „hexen“. Da sie mit ihren Kräften noch nicht sehr gut umgehen können, passieren immer wieder Abenteuer.
Thomas Brezina wollte mit diesem Buch eine Serie mit viel Humor speziell für Mädchen schreiben. Eine ähnliche Serie für Jungen ist Hot Dogs. Beide Serien enthalten Warnungen für das andere Geschlecht, was passieren könnte, wenn sie diese Bücher lesen (sie könnten z. B. eine lange Nase oder Pickel bekommen). Die Bücher werden von Betina Gotzen-Beek illustriert und werden mittlerweile auch außerhalb Europas (z. B. in China) gelesen.

## Familie Schnabel-Meierbeer
Früher lebte Lissi mit ihrem Vater und ihren Geschwistern in einer Wohnung.
Ihre Mutter ist nach einem Aufenthalt in Afrika gestorben, als Lissi noch klein war.
Tinka lebte mit ihrer Mutter und ihren Geschwistern zusammen.
Tinkas Vater verließ die Familie. Bis Tinka groß war, dachte sie, ihr Vater sei ihretwegen gegangen.
Tinkas Mutter und Lissis Vater lernten sich im Kino kennen und beschlossen eine Familie zu werden.
Sie zogen mit ihren Kindern in ein großes weißes Haus.
Lissi und Tinka müssen sich ihr Zimmer teilen, da ihre Brüder sich bereits die übrigen Zimmer gesichert hatten und nur noch eines übrig war. Damit waren beide zuerst nicht einverstanden, denn sie konnten sich nicht leiden.
Die Familie
Die Meierbeers (Lissis Familienhälfte)
- Lissi: braune Locken die in alle Himmelsrichtungen stehen; sammelt Hüte in schrägen Formen; schläft in einer Hängematte; ist chaotisch
- David: der kleinste Bruder; nervig finden die Geschwister, anstrengend die Eltern
- Frank: noch ein Bruder; läuft immer mit Sonnenbrille und Kopfhörern herum; spielt mit Stiefbruder Stan in der Band die hungrigen Kannibalen, die im schalldichten Keller der Familie Schnabel-Meierbeer probt
- Boris, das Vatertier: Arzt der seine Praxis zuhause hat; gutmütig, wird von Tinka immer mit -bär angesprochen, z. B. Morgenbär oder Putzbär, sie leitet es vom Nachnamen MeierBÄR ab

Die Schnabels (Tinkas Familienhälfte)
- Tinka: blonde glatte Haare, trägt jeden Tag nur eine Farbe z. B. Rosamontag oder Weißfreitag; liebt ausgefallene Speisen; die vernünftige der Hexenschwestern; findet sich zu dick und wird deshalb auch von Lissi und ihrem Bruder Stan Kitschkuh genannt
- Stan: der Lackaffe; trägt immer viel Haargel; spielt bei den hungrigen Kannibalen
- Thorsten: studiert; kommt aber zum Essen immer nach Hause und lässt sich von Grit die Wäsche waschen
- Grit, das Muttertier: arbeitet im Blumenladen und hat eine Kette an der ein Silberelefant baumelt

## Werke
Die Reihe:
- Band 1: Zwei allerbeste Feindinnen!
- Band 2: Wie man Brüder in Frösche verwandelt
- Band 3: Der verflixte Liebeszauber
- Band 4: Lehrer verhexen? Kein Problem!
- Band 5: Mehr Pep für Mam!
- Band 6: Unsere total normal verrückte Familie
- Band 7: Hexen auf der Schulbank
- Band 8: Jetzt gibt’s Saures
- Band 9: Verhexte Ferien
- Band 10: He Paps, ich brauch mehr Taschengeld!
- Band 11: Die Austauschhexe
- Band 12: Ein Hund muss her!
- Band 13: Hexe hoch zu Ross
- Band 14: Schwesterherz, du spinnst!
- Band 15: Die Wilde-Weiber-Wahnsinns-Party
- Band 16: Der Peinliche-Eltern-Weghex-Zauberspruch
- Band 17: Wie hext man einen Superjungen?
- Band 18: Die Kicher-Chaos-Klassenfahrt
- Band 19: Der große Zickenzauber
- Band 20: Ups, ein Hexenbaby!
- Band 21: Wer wird Schönheitskönigin
- Band 22: Handy, Handy in der Hand
- Band 23: Hexen in der Hitparade
- Band 24: Hilfe, verknallte Verrückte!
- Band 25: Darf man Geisterjungen küssen?

- Hexengeheimnisse
- Palmenbaum im Zuckerschnee
- Sommer, Sonne, Hexenferien Sammelband (Band 1, 9 und 18)
- Küssekeks und Spaßspaghetti
- Küsse, Krach, Walpurgisnacht

## CDs (Szenische Lesung) erschienen bei Der Audio Verlag
Sprecherinnen und Sprecher
Lissi: Stephanie Charlotta Koetz
Tinka: Nina Reithmeier
Erzähler: Christian Schmidt